# Bernard l'orso
Bernard l'orso (Bernard / 빼꼼?, BackkomLR) è una serie televisiva animata coprodotta in Spagna, Corea del Sud e Regno Unito e prodotto da BRB Internacional, insieme a RG Animation, Screen 21, EBS e M6 Gli episodi durano tre minuti.
La serie viene trasmessa in Italia su Italia 1 da giugno 2007 ed è uscita anche in DVD, distribuita dalla Universal Pictures.

## Trama
La serie segue le divertenti disavventure di Bernard, un goffo e sfortunatissimo orso polare che tenta sempre di aggiustare i guai che capitano in ogni puntata, riuscendo solo a peggiorarli e spesso facendosi male fisicamente. Il personaggio non parla, ma si esprime a gesti e versi.

## Personaggi
- Bernard, l'orso
- Lloyd, il pinguino
- Eva, il pinguino
- Zack, la lucertola
- Goliath, il chihuahua
- Sam, il bambino
- Babbo Natale
- Pilot, il cane
- Pokey, il porcospino

## Episodi
1. La palestra
2. Golf
3. Arrampicare sul ghiaccio
4. L'altalena
5. Vigilanza
6. Il distributore automatico
7. Trampolino
8. Guardare la TV
9. Autostop
10. Paracadutismo
11. Al parco a tema
12. Un giorno in campagna
13. Imparare a volare
14. Incontri ravvicinati
15. L'intruso
16. Pallacanestro
17. Il carrello
18. Il supermercato
19. La zanzara
20. Oasi
21. Il tesoro
22. Il pulitore di finestre
23. Corsa stradale
24. L'isola deserta
25. Baseball
26. L'auto
27. Il fiore
28. Sonnambulo
29. La pizza
30. Il monociclo
31. Il motoscafo
32. Il prigioniero
33. Bowling
34. Taekwondo
35. Immersioni in subacquea
36. Porte
37. Al museo
38. Un giorno fortunato
39. La tempesta
40. Il robot
41. L'aspirapolvere
42. Il pacchetto
43. Maratona
44. Lo zampirone 1
45. Lo zampirone 2
46. Incontri ravvicinati 2
47. Il cagnolino
48. Il medaglione
49. La falena
50. Torero
51. Al Polo nord
52. Un giorno in campagna 2
53. Calcio
54. I fossili
55. Boxe
56. Kendo
57. Boy Scout
58. Il cagnolino 2
59. La lampada magica
60. La torcia olimpica
61. Il salvataggio di Eva
62. Il gelato
63. Pesca
64. La palestra 2
65. Un salto nel buio
66. Pallavolo nella spiaggia
67. Corsa a motori
68. Tennis
69. Ruote a pallacanestro
70. L'addestramento del cavallo
71. Pallacanestro 2
72. Judo
73. Andare in bicicletta
74. Kayak
75. Parapendio
76. Palla a mano
77. Sciare
78. Il lancio pesante
79. Scherma
80. Pallamano (Pelota Court)
81. Un giorno sulla neve
82. Sciare 2
83. Il salto con l'asta
84. Il sollevamento pesi
85. Il tiro con l'arco
86. Karate
87. Il tennis della pala
88. Scacchi
89. Camminare
90. Badminton
91. Goalball
92. Calcio al chiuso
93. Triathlon
94. Salto in alto
95. Maratona 2
96. Rugby
97. Sprint
98. Snowboard
99. Ginnastica
100. Hockey
101. L'aerobica
102. Nuoto
103. Windsurf

### Episodio speciale
- Super Bernard

## Film
Un film basato su Bernard, intitolato Mug Travel in Corea del Sud e My Friend Bernard in lingua inglese, è stato distribuito in Corea del Sud il 22 marzo 2007. È stato diretto da Lim Ah-ron e prodotto presso RG Animation Studios. Un altro film uscì nelle sale cinematografiche il 13 gennaio 2017 in Cina intitolato Backkom Bear: Agent 008. Un terzo film è intitolato Agent Backkom: Kings Bear, il quale è il primo sequel del film ed è uscito in Cina il 23 luglio 2021. Un quarto film, intitolato Backkom Bear: Mars Mission, il quale è il secondo sequel ed è uscito in Cina il 28 settembre 2023.